# Хімічний потенціал
Хімíчний потенціáл — один з термодинамічних параметрів системи; енергія додавання однієї частки в систему без
здійснення роботи. Поняття хімічного потенціалу запровадив 1875 року Джозая Віллард Ґіббс.
Позначається зазвичай грецькою літерою {\displaystyle \mu }. Одиницею вимірювання хімічного потенціалу в системі SI є Дж/моль.

## Фізична природа
Термодинамічні системи у багатьох випадках можуть обмінюватися атомами й молекулами з навколишнім середовищем. Окрім теплової рівноваги
приведені в контакт термодинамічні системи намагаються встановити рівновагу за складом. Процеси встановлення рівноваги за складом повільніші за процеси встановлення рівноваги за температурою. Їхня швидкість залежить від природи речовини: гази змішуються швидко, рідини повільніше, а дифузія у твердих тілах може тривати багато років або тисячоліть.
Прагнення термодинамічних систем до встановлення рівноваги за складом кількісно характеризується величиною, яка називається хімічним потенціалом.
Процеси встановлення рівноваги у термодинамічних системах відбуваються таким чином, щоб вирівняти хімічний потенціал у кожній області.
На перший погляд може здатися, що вирівнюються концентрації, але це справедливо лише для певного класу речовин і процесів. Існують системи, в яких закладена певна неоднорідність. Наприклад, густина повітря в земній атмосфері зменшується з висотою. Це зменшення зумовлене силами тяжіння. Тож концентрація молекул у повітрі неоднорідна. Однак хімічний потенціал, у якому врахована потенційна енергія молекул на різній висоті, залишається сталим.
Для визначення хімічного потенціалу потрібно знайти різницю між енергією системи з N+1 часток й енергією системи з N часток. Хімічний потенціал — це енергія, яку потрібно надати частці, щоб вмістити її в термодинамічну систему. Важливо при цьому пам'ятати, що частка вміщується в систему таким чином, щоб вона перебувала в тепловій рівновазі з іншими частками.
Наприклад, частки ідеального газу не взаємодіють між собою, тож мінімальна енергія, необхідна для того, щоб вкинути один атом ідеального газу
у систему із N атомів, дорівнює нулю. Але для того, щоб цей новий атом перебував у тепловій рівновазі з іншими атомами, необхідно надати йому енергію, яка
б дорівнювала середній кінетичній енергії інших атомів. Тож хімічний потенціал ідеального газу не дорівнює нулю й залежить від його температури.
У рівноважній гомогенній системі хімічний потенціал будь-якого з її компонентів у всіх точках однаковий.

## Зв'язок із іншими термодинамічними потенціалами
Визначення хімічного потенціалу через інші термодинамічні потенціали можна записати у вигляді:
{\displaystyle dE=TdS-PdV+\mu dN}
де Е — повна енергія системи, S — її ентропія, N — кількість частинок у системі.
Ця формула визначає, окрім хімічного потенціалу {\displaystyle \mu }, також тиск P і температуру T.
Можна довести, що хімічний потенціал задається формулою
{\displaystyle \mu ={E-TS+PV \over N}}
Якщо енергія системи залежить не від об'єму, а від інших термодинамічних параметрів {\displaystyle A_{1},A_{2}...}, початкова формула набуває вигляду
{\displaystyle dE=TdS-\sum _{i}a_{i}dA_{i}+\mu dN\,}

## Багатокомпонентні системи
Якщо в системі є декілька різних типів частинок, є стільки ж різних хімічних потенціалів. Вони зазвичай позначаються різними індексами {\displaystyle \mu _{i}}. Диференціал внутрішньої енергії записується:
{\displaystyle dE=TdS-PdV+\sum _{i}\mu _{i}dN_{i},\,}
де {\displaystyle N_{i}} — кількість частинок і-го типу. Це співвідношенням можна також переписати через концентрації
{\displaystyle c_{i}=N_{i}/N\,},
де
{\displaystyle N=\sum _{i}N_{i}\,} — сумарне число частинок в системі.
Якщо в термодинамічній системі може бути кілька фаз, то в умовах термодинамічної рівноваги кожен із типів хімічних потенціалів має бути однаковим для всіх фаз. Ця вимога призводить до правила фаз.

## Стандартний хімічний потенціал
Для певної хімічної речовини дорівнює значенню її хімічного
потенціалу в окреслених стандартних умовах (у стандартному стані) при температурі Т.